# Adam Feliks Oppeln-Bronikowski
Adam Feliks Oppeln-Bronikowski herbu własnego (ur. 1758, Żychlinie – zm. 5 maja 1840 w Krągoli) – polski polityk, poseł sejmowy, senator-kasztelan Królestwa Kongresowego, kalwinista, wolnomularz.
Adam Feliks Bronikowski był synem Adama, starosty borzętowskiego, właściciela Żychlina, i Joanny Florentyny Potworowskiej h. Dębno. W wieku lat 20 odziedziczył ojcowskie majątki Żychlin i Krągolę koło Konina. W czasach Sejmu Czteroletniego działał w obu jego kadencjach: w pierwszej jako członek komisji podatkowej, w drugiej jako poseł Ziemi Gnieźnieńskiej. Należał do zwolenników Konstytucji 3 maja i zabiegał o poparcie dla niej wśród szlachty Ziemi Kaliskiej, przystąpił do Zgromadzenia Przyjaciół Konstytucji Rządowej. Około roku 1791 otrzymał tytuł szambelana królewskiego, a w 1793 Order św. Stanisława. Po III rozbiorze Polski nowy władca pruski Fryderyk Wilhelm III nie szczędził mu łask, nadał mu w roku 1798 tytuł szambelana pruskiego i Order Czerwonego Orła.
W czasach Księstwa Warszawskiego Bronikowski zajmował się sprawami hipotecznymi szlachty Ziemi Kaliskiej i sprawą sprzedaży części dóbr państwowych w tym okręgu. W czasach Królestwa Kongresowego był najpierw posłem Ziemi Kaliskiej na sejm w 1820 roku, potem został w roku 1822 mianowany senatorem-kasztelanem przez cesarza i króla Aleksandra, który mu także nadał Order św. Anny 1. kl. Bronikowski działał również w masonerii w loży Pallas na wschód Konina, otwartej w roku 1818. Jako senator podpisał 25 stycznia 1831 roku akt detronizacji Mikołaja I Romanowa, ale uzyskał przebaczenie. Został pochowany w grobowcu rodzinnym koło zboru ewangelickiego.
Żonaty z Joanną Karoliną Mojaczewską, ewangeliczką, miał z nią trzech synów. W następnych pokoleniach (1879) zasłużona dla polskiego protestantyzmu rodzina Oppeln-Bronikowskich z Żychlina odeszła poprzez małżeństwa mieszane od ewangelicko-reformowanej wiary przodków.